# Список вулиць Донецька (Р)
| Назва               | тип  | Колишні назви | Район(и)                  | Місцевість | Джерела |
| ------------------- | ---- | ------------- | ------------------------- | ---------- | ------- |
| Радіо               | вул. |               | Ленінський                |            |         |
| Римського-Корсакова | вул. |               | Будьонівський             |            |         |
| Рози Люксембург     | вул. |               | Ворошиловський, Київський |            |         |